# Heinkel He 277
L'Heinkel He 277 era un bombardiere quadrimotore a lungo raggio realizzato dall'azienda tedesca Ernst Heinkel Flugzeugwerke negli anni quaranta.
Sviluppato dal He 177 Greif fu un tentativo di ovviare ai problemi di affidabilità nell'impianto motore del precedente modello, abbandonando il doppio motore accoppiato in favore di quattro unità indipendenti, i Daimler-Benz DB 603 12 cilindri a V rovesciata.
L'He 277 venne brevemente utilizzato dalla Luftwaffe e la situazione bellica della fase finale della Seconda guerra mondiale impedì la costruzione del modello che comunque riuscì ad essere avviato alla produzione in piccola serie.

## Storia del progetto
Le difficoltà incontrate nella messa a punto dei complessi motori Daimler-Benz DB 610 destinati ad equipaggiare l'He 177 Greif suggerirono ad Heinkel di proporre una versione dotata di un impianto motore più tradizionale. Le gondole motore sarebbero state quattro invece che due, posizionate anch'esse sul bordo d'attacco, e la propulsione sarebbe stata affidata a motori ben più affidabili a disposizione in quel momento, come i radiali BMW 801, o Daimler-Benz DB 603 e Junkers Jumo 213, questi ultimi con configurazione a 12 cilindri a V rovesciata, tutti in grado di fornire la potenza necessaria agli scopi del velivolo.
Tuttavia, dopo che Ernst Heinkel ebbe sottoposto il progetto al Reichsluftfahrtministerium (RLM), lo stesso Reichsmarschall Hermann Göring si rifiutò categoricamente di accettare un simile compromesso ordinando invece di continuare lo sviluppo del Greif al fine di risolvere rapidamente i problemi di affidabilità. Heinkel fu così costretto ad assumere uno sviluppo segreto parallelo della versione quadrimotore la quale, non ottenendo un permesso ufficiale dall'RLM, venne designata He 177 B. Alcune fonti bibliografiche sono in contrasto nel sostenere se fosse stato successivamente avviato o meno un progetto di sviluppo ufficiale, in qual caso avrebbe ricevuto la designazione He 277 come da convenzione, ma il fatto che si possa considerare il velivolo una variante più che una versione, anche in considerazione dell'adozione negli ultimi esemplari di un impennaggio bideriva in luogo del monoderiva d'origine, suffraga la ragionevole ipotesi dell'assegnazione ufficiale dello sviluppo. Si sostiene infatti che Heinkel, convinto della bontà della propria intuizione, fosse riuscito a conferire direttamente con Adolf Hitler ottenendo da lui stesso il permesso di sviluppare il nuovo modello.
Il primo dei tre prototipi previsti, l'He 277 V1, venne portato in volo nel 1943, seguito da un secondo, l'He 277 V2, che a causa di ritardi nella sua realizzazione volò solamente il 28 febbraio 1944. La produzione in serie venne iniziata poco dopo, con i modelli equipaggiati con una notevole dotazione di armi da difesa costituita da pezzi binati o in gruppi di quattro.
Il programma venne però ben presto interrotto a causa della mutata situazione bellica in sfavore della Germania; con un ordine dell'RLM datato 3 luglio 1944 venne infatti la richiesta di dare la priorità alla costruzione di aerei da caccia e di interrompere qualsiasi altra attività di ricerca.

## Tecnica
L'He 277 era un velivolo dall'aspetto imponente che ricalcava la linea generale del suo predecessore, l'He 177 Greif, tranne che nell'adozione di quattro gondole e relativi motori sul bordo d'attacco alare e per l'impennaggio, che nelle versioni di serie era bideriva invece che monoderiva; quadrimotore monoplano ad ala media con carrello d'atterraggio triciclo posteriore completamente retrattile.

## Utilizzatori
Germania
- Luftwaffe